# Fred Callaghan
Frederick John Callaghan, più conosciuto come Fred Callaghan (Fulham, 19 dicembre 1944 – 13 settembre 2022) è stato un allenatore di calcio e calciatore inglese, di ruolo difensore.

## Caratteristiche tecniche
Era un terzino sinistro.

## Carriera

### Giocatore
Esordì tra i professionisti nella stagione 1963-1964, all'età di 19 anni, con il Fulham, disputando 8 partite nella prima divisione inglese. Nei 2 anni successivi giocò rispettivamente 12 e 9 partite di campionato, diventando titolare a partire dalla stagione 1966-1967, nella quale disputò 34 partite. Nelle stagioni 1967-1968 e 1968-1969 i Cottagers subirono una doppia retrocessione consecutiva dalla prima alla terza divisione inglese, e Callaghan giocò rispettivamente 35 e 40 partite, a cui aggiunse 28 presenze ed una rete nella stagione 1969-1970, in terza divisione. Nella stagione 1970-1971 contribuì invece con 45 presenze al ritorno in seconda divisione, categoria nella quale nei 2 campionati successivi giocò rispettivamente 42 e 34 partite; rimase in rosa ma senza giocare nessuna partita ufficiale a causa di vari problemi fisici anche nell'intera stagione 1973-1974, trascorsa ancora in seconda divisione, al termine della quale all'età di 30 anni abbandonò di fatto la carriera professionistica dopo 335 presenze (295 delle quali in partite di campionato) e 9 reti, tutte con la maglia del Fulham.

### Allenatore
Dal 1974 al 1977 è stato contemporaneamente allenatore e giocatore dei semiprofessionisti dell'Enfield; nella parte finale della stagione 1976-1977 lavorò invece come vice di Bill Dodgin al Brentford, club della quarta divisione inglese. Dopo 2 stagioni da allenatore dei semiprofessionisti del Woking tornò al Brentford, nel frattempo promosso in terza divisione, allenando il club per complessive 3 stagioni e mezzo (dal 1º marzo 1980 al 2 febbraio 1984) sempre in questa categoria, con un bilancio totale di 69 vittorie, 59 pareggi e 77 sconfitte in 205 partite ufficiali trascorse sulla panchina del club. Dopo alcuni anni di pausa, tornò ad allenare ad inizio anni '90, sedendo sulle panchine di vari club semiprofessionistici inglesi fino al 1996.